# Ярмаркова площа (Слов'янськ)
Ярмаркова площа — площа у центрі Слов'янська, на перехресті вулиці Ярмаркової та Шовковичної. На більшій частині площі споруджено Центральний ринок міста.

## Історія
Утворилася за західній околиці міста, за вулицею Василівською, у 1880 році. Тут проводилися три щорічні ярмарки — Провадська (в травні), Троїцька (у червні) та Єфстафієвська (у вересні).
У 1924 році перейменована на площу Іскри, на честь більшовицької газети.

## Пам'ятник
Пам'ятник першому підприємцеві - так званому «човнику» знаходиться біля входу в Центральний ринок міста. Скульптор Дмитро Ілюхин переконаний, що саме перекупник 1990-х років минулого століття є спасінням українського бізнесу, що вивів державу з економічної кризи. Ініціатором його створення виступив голова асоціації «Ділове сприяння» Олександр Шуткевіч. Авторами ідеї спорудження пам'ятника виступили місцеві підприємці. Пам’ятник виконаний з бронзи, відкритий 18 грудня 2006 року.
Пам'ятник першому пострадянському підприємцеві виконаний з бронзи і є чоловіком середніх років з обов'язковими атрибутами човника - візком на коліщатках і сумкою.

## Забудова
На площі у 1950-х роках був побудований Колгоспний ринок, у 1970 році, після будівництва критого павільйону, ринок став Центральним. 
У 2013 році на площі побудований торговельний центр «Ярмарочний», який відкрився в 2016 році.
У 2021 році на території ринку побудували торговий комплекс «Варшава», на честь однойменного району.